# کلروال، کبک
کلروال (به فرانسوی: Clerval) شهری در منطقه شهری آبیتیبی-وست ناحیه آبیتیبی-تمیسکامنگ در استان کبک کانادا است. در سرشماری سال ۲۰۱۱ این شهر ۳۴۵ نفر جمعیت داشته‌است و مساحت آن ۱۰۱٫۶ کیلومتر مربع است.